# Zamarada kala
Zamarada kala is een vlinder uit de familie spanners (Geometridae). De wetenschappelijke naam van deze soort is voor het eerst geldig gepubliceerd in 1975 door Herbulot.
De soort komt voor in tropisch Afrika.